# Луціє Харватова
Луціє Харватова (чеськ. Lucie Charvátová) — чеська біатлоністка, призерка чемпіонату світу.
Бронзову медаль виборола на чемпіонаті світу 2020 року в спринтерській гонці.

## Результати
Джерелом усіх результатів є Міжнародний союз біатлоністів.

### Чемпіонати світу
1 медаль (бронзова)
| Чемпіонат                 | Індивідуальна гонка | Спринт | Переслідування | Мас-старт | Естафета | Змішана естафета | Одиночна змішана естафета |
| ------------------------- | ------------------- | ------ | -------------- | --------- | -------- | ---------------- | ------------------------- |
| Антгольц-Антерсельва 2020 | 46                  | Бронза | 42             | 29        | 4        | —                | —                         |